# Bert Lewis
Bert Lewis ou Elbert C. Lewis était un compositeur américain. Il est surtout connu pour avoir composé la musique de plusieurs courts métrages de Mickey Mouse et des Silly Symphonies.

## Filmographie comme compositeur
- 1923 : Suzanna de F. Richard Jones
- 1928 : Steamboat Willie
- 1930 : Cannibal Capers
- 1930 : Frolicking Fish
- 1930 : Arctic Antics
- 1930 : Midnight in a Toy Shop
- 1930 : Monkey Melodies
- 1930 : Nuit (Night)
- 1930 : Winter
- 1930 : Mickey pionnier (Pioneer Days)
- 1930 : Les Joueurs de Pan (Playful Pan)
- 1931 : Woody goguenarde (Birds of a Feather)
- 1931 : Les Chansons de la mère l'oie (Mother Goose Melodies)
- 1931 : La Chasse à l'élan (The Moose Hunt)
- 1931 : Fishin' Around